# Colonia la Antena
Colonia la Antena är en ort i Mexiko.   Den ligger i kommunen Acatepec och delstaten Guerrero, i den sydöstra delen av landet, 230 km söder om huvudstaden Mexico City. Colonia la Antena ligger 2 213 meter över havet och antalet invånare är 101.
Terrängen runt Colonia la Antena är kuperad åt nordost, men åt sydväst är den bergig. Runt Colonia la Antena är det ganska glesbefolkat, med 42 invånare per kvadratkilometer. Närmaste större samhälle är Acatepec, 3,1 km väster om Colonia la Antena. I omgivningarna runt Colonia la Antena växer huvudsakligen savannskog.